# Viviers-le-Gras
Viviers-le-Gras è un comune francese di 175 abitanti situato nel dipartimento dei Vosgi nella regione del Grand Est.

## Società

### Evoluzione demografica
Abitanti censiti